# 심원천체

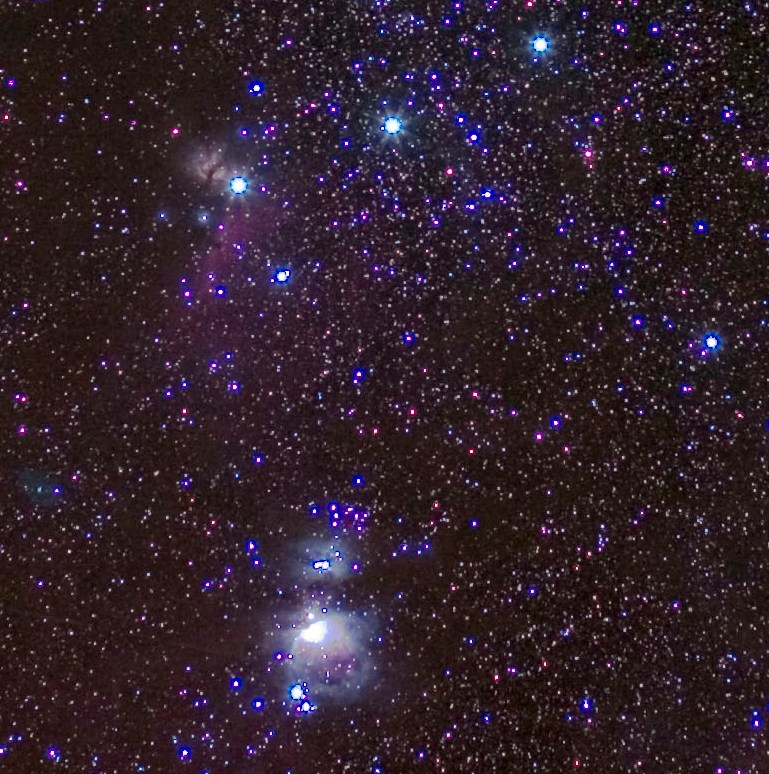
오리온자리에 있는 성운들. 대표적인 심원천체이다.

심원천체(深遠天體, 영어: Deep-sky object, DSO)란 개개의 별들과 태양계의 천체들(행성, 달, 혜성)을 제외하고, 육안이나 작은 허블 우주 망원경으로 관측 가능한 성운, 성단, 은하 등의 천체를 일컫는 말이다.

## 용어의 기원과 분류
밤하늘에서 별이 아닌 천체들을 찾아내고 분류하는 일은 망원경의 발견과 함께 시작되었다. 초창기의 이런 작업결과 중의 하나는 1774년에 샤를 메시에가 작성한 메시에 목록이다. 이 목록은 103개의 "성운"과 희미한 천체들을 포함하고 있다. 그가 이 목록을 만든 이유는 자신이 찾고 있던 혜성과 비슷해 보이기 때문에 방해가 되는 천체들을 따로 모아 놓기 위해서였다. 망원경이 발달하면서 그가 정리한 희미한 성운들은 성간운, 성단, 은하같은 보다 정확한 과학적인 용어들로 바뀌게 된다.
"심원천체"라는 단어 자체는 현대의 아마추어 천문학에서 유래했다. 이 용어가 정확히 언제부터 쓰이기 시작했는지는 확실하지 않지만, "스카이 앤드 텔레스코프" 잡지에 실렸던 "딥스카이의 신비"(Deep-Sky Wonders)라는 칼럼 덕에 널리 쓰이게 되었다. 이 칼럼은 릴런드 코플런드(Leland S. Copeland)가 1941년에 처음 시작했으며, 그동안 주로 월터 휴스턴(Walter Scott Houston)이 담당하였고, 현재는 수 프렌치(Sue French)가 쓰고 있다. 휴스턴의 칼럼과 이를 묶어 낸 책 덕분에 이 용어가 널리 쓰이게 되었는데, 그는 이 칼럼에서 잘 알려졌거나 또는 그렇지 않은 심원천체들이 있는 밤 하늘의 일부분을 독자들에게 매달 하나씩 소개하곤 했다.

## 관측 활동

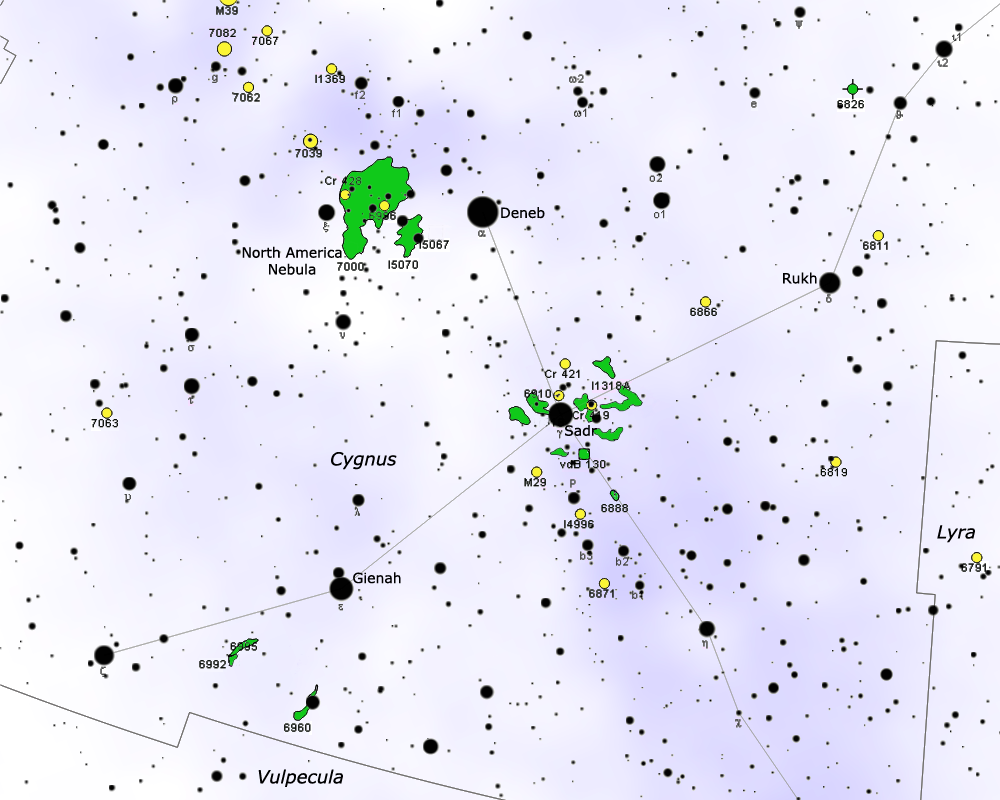
관측하기 힘든 심원천체들의 위치를 나타낸 백조자리의 성도

심원천체를 관측하기 위한 아마추어 천문 활동과 방법들이 많이 있다. 몇몇 천체들은 매우 밝아서 쌍안경이나 작은 망원경으로 충분히 볼 수 있지만, 대부분의 어두운 심원천체들은 충분한 집광력을 가진 꽤 큰 구경의 망원경을 필요로 한다. 한편 맨 눈으로는 잘 보이지 않기 때문에 이러한 천체들은 하늘에서 망원경으로 찾기가 쉽지 않다. 따라서 돕소니안식 (Dobsonian) 망원경처럼 넓은 시야와 큰 구경을 갖춘 망원경이 심원천체 관측에 선호되었고, 자동으로 천체의 위치를 찾아주는 망원경(GoTo 망원경)이 인기를 끌게 되었다. 어두운 천체를 보기 위해서는 도시의 밝은 불빛이 방해가 되지 않는, 밤하늘이 어두운 지역에서 관측해야 하므로, 많은 아마추어 천문인들은 가볍고 움직이기 쉬운 망원경을 선호하는 편이다. 이러한 광공해(light pollution)의 영향을 줄이고, 좀 더 나은 대비(콘트라스트)를 얻기 위해 관측자들은 특정한 파장의 빛만 통과시키는 "성운필터"(nebular filter)를 사용하기도 하는데 대표적으로 light UHC필터와 O-III필터가 있다.
아마추어 천문인들은 심원천체를 관측하는 여러 가지 활동들을 생각해 냈다. 그 중 하나는 메시에 마라톤(Messier marathon)이라고 불리는 것으로, 하룻밤 사이에 110개의 메시에 천체를 모두 찾아내는 것이다. 이 메시에 천체들은 18세기에 상대적으로 작은 망원경으로 발견된 것이기 때문에 현재에도 아마추어 천문인들의 망원경으로 쉽게 찾을 수 있다. 이보다 훨씬 어려운 것은 허셜 400(Herschel 400)으로, 더 어둡고 많은 천체들을 보아야 하므로, 좀 더 큰 망원경과 많은 경험이 필요하다.

## 심원천체 목록
심원천체의 정의가 태양계와 개개의 별들을 제외하므로, 이러한 심원천체 목록에는 다음과 같은 매우 다양한 천체들이 포함된다.
- 성단(Cluster)
  - 산개성단(Open Cluster)
  - 구상성단(Globular Cluster)
- 성운(Nebula)
  - 발광성운(Bright Nebula)
    - 방출성운
    - 반사성운

  - 암흑성운(Dark Nebula)
  - 행성상 성운(Planetary Nebula)
- 은하(Galaxy)
  - 나선은하(Spiral Galaxy)
  - 타원은하(Elliptical Galaxy)
  - 불규칙은하(Irregular Galaxy)
  - 렌즈형은하
  - 상호작용은하(Arp.Galaxy)
  - 왜소은하(Dwarf Galaxy)

## 같이 보기
- 아마추어 천체망원경 제작
- 성표

## 참고 문헌
- Burnham's Celestial Handbook by Robert Burnham, Jr. (Volume One, Volume Two, Volume Three at Google Books)
- Deep Sky Observer's Guide by  Neil Bone, Wil Tirion. Firefly Books, 2005. ISBN 1-55407-024-4.
- The practical astronomer's deep-sky companion by Jess K. Gilmour. Springer, 2003. ISBN 1-85233-474-6.
- Concise Catalog of Deep-sky Objects: Astrophysical Information for 500 Galaxies, Clusters and Nebulae by W. H. Finlay. London: Springer, 2003. ISBN 1-85233-691-9. Includes the Messier objects, Herschel 400 & more
- Visual astronomy of the deep sky by Roger Nelson Clark. CUP Archive, 1990. ISBN 0-521-36155-9.
- Neil Bone, Wil Tirion, Deep Sky Observer's Guide. Firefly Books, 2005. ISBN 1-55407-024-4.
- Jess K. Gilmour, The practical astronomer's deep-sky companion. Springer, 2003. ISBN 1-85233-474-6.
- Jack Newton, Philip Teece. The Guide to Amateur Astronomy. Cambridge University Press, 1995. ISBN 0-521-44492-6.
- W. H. Finlay, Concise Catalog of Deep-sky Objects: Astrophysical Information for 500 Galaxies, Clusters and Nebulae. London: Springer, 2003. ISBN 1-85233-691-9. Includes the Messier objects, Herschel 400 & more.
- Roger Nelson Clark, Visual astronomy of the deep sky. CUP Archive, 1990. ISBN 0-521-36155-9.